# Воронинский овраг
Воро́нинский овраг (Воронинский ручей) — малая река в районе Тёплый Стан Юго-Западного административного округа Москвы, левый приток Очаковки. Своё название получил от близлежащей деревни Воронино.
Длина ручья составляет 1,4 км, в верховьях — 0,8 км. Исток расположен в Теплостанском лесопарке, водоток в открытом русле проходит рядом с улицей Академика Бакулева в ландшафтном заказнике «Тёплый Стан», ниже не сохранился. Устье находилось рядом с Ленинским проспектом и улицей Островитянова.